# Tobin Bell
Tobin Bell (născut Joseph Henry Tobin Jr.; 7 august 1942) este un actor american.

## Filmografie

### Film
| An   | Titlu                                   | Rol                     | Note                       |
| ---- | --------------------------------------- | ----------------------- | -------------------------- |
| 1979 | Manhattan                               | Man on Street           | Nemenționat                |
| 1981 | Tales of Ordinary Madness               | Bar Patron              | Nemenționat                |
| 1982 | Sophie's Choice                         | Reporter                | Menționat ca: Joseph Tobin |
| 1982 | The Verdict                             | Courtroom Observer      | Nemenționat                |
| 1982 | Tootsie                                 | Waiter                  | Nemenționat                |
| 1983 | Svengali                                | Waiter                  | Nemenționat                |
| 1985 | Turk 182!                               | Sergeant on Bridge      | Menționat ca: Joseph Tobin |
| 1988 | Mississippi Burning                     | Agent Stokes            |                            |
| 1989 | An Innocent Man                         | Zeke                    |                            |
| 1990 | False Identity                          | Marshall Errickson      |                            |
| 1990 | Loose Cannons                           | Gerber                  |                            |
| 1990 | Goodfellas                              | Parole Officer          |                            |
| 1992 | Ruby                                    | David Ferrie            |                            |
| 1993 | Boiling Point                           | Roth                    |                            |
| 1993 | The Firm                                | The Nordic Man          |                            |
| 1993 | In the Line of Fire                     | Mendoza                 |                            |
| 1993 | Malice                                  | Earl Leemus             |                            |
| 1995 | Serial Killer                           | William Lucian Morrano  | Direct-pe-video            |
| 1995 | The Quick and the Dead                  | Dog Kelly               |                            |
| 1996 | Cheyenne                                | Marshal Toynbee         |                            |
| 1998 | Brown's Requiem                         | Stan the Man            |                            |
| 1998 | Overnight Delivery                      | John Dwayne Beezly      |                            |
| 1998 | Best of the Best 4: Without Warning     | Lukast Slava            |                            |
| 1999 | The 4th Floor                           | The Locksmith           |                            |
| 2000 | The Road to El Dorado                   | Zaragoza (voice)        |                            |
| 2001 | Good Neighbor                           | Geoffrey Martin         |                            |
| 2002 | Power Play                              | Clemens                 |                            |
| 2002 | Black Mask 2: City of Masks             | Moloch                  |                            |
| 2004 | Saw                                     | John Kramer / Jigsaw    |                            |
| 2005 | Saw II                                  | John Kramer / Jigsaw    |                            |
| 2006 | Saw III                                 | John Kramer / Jigsaw    |                            |
| 2007 | Buried Alive                            | Lester                  |                            |
| 2007 | Decoys 2: Alien Seduction               | Professor Erwin Buckton | Direct-pe-video            |
| 2007 | The Haunting Hour: Don't Think About It | The Stranger            | Direct-pe-video            |
| 2007 | Boogeyman 2                             | Dr. Mitchell Allen      |                            |
| 2007 | Saw IV                                  | John Kramer / Jigsaw    |                            |
| 2008 | Saw V                                   | John Kramer / Jigsaw    |                            |
| 2009 | Saw VI                                  | John Kramer / Jigsaw    |                            |
| 2010 | Saw 3D                                  | John Kramer / Jigsaw    |                            |
| 2014 | Dark House                              | Seth                    |                            |
| 2014 | Finders Keepers                         | Dr. Freeman             |                            |
| 2015 | Phantom Halo                            | Smashmouth              |                            |
| 2015 | Manson Family Vacation                  | Blackbird               |                            |
| 2016 | 12 Feet Deep                            | McGradey                |                            |
| 2016 | Rainbow Time                            | Peter                   |                            |
| 2017 | Jigsaw                                  | John Kramer / Jigsaw    |                            |
| 2017 | The Sandman                             | Valentine               |                            |

### Televiziune
| An      | Titu                                                 | Rol                              | Note                                |
| ------- | ---------------------------------------------------- | -------------------------------- | ----------------------------------- |
| 1988    | The Equalizer                                        |                                  | Episodul: "The Day of the Covenant" |
| 1989    | Perfect Witness                                      | Dillon                           | Film de televiziune                 |
| 1990    | Alien Nation                                         | Brian Knox                       | Episodul: "Crossing the Line"       |
| 1990    | Jake and the Fatman                                  | Vic                              | Episodul: "More Than You Know"      |
| 1990    | Broken Badges                                        | Martin Valentine                 | Episodul: "Pilot"                   |
| 1991    | Love, Lies and Murder                                | Al Stutz                         | Film de televiziune                 |
| 1991    | The 100 Lives of Black Jack Savage                   | Tony Gianini                     | Episodul: "Pilot"                   |
| 1991    | Vendetta: Secrets of a Mafia Bride                   | Barman                           | Film de televiziune                 |
| 1992    | Mann & Machine                                       | Richards                         | Episodul: "No Pain, No Gain"        |
| 1992    | Calendar Girl, Cop, Killer? The Bambi Bembenek Story |                                  | Film de televiziune                 |
| 1992    | Silk Stalkings                                       | Emil Rossler                     | Episodul: "Hot Rocks"               |
| 1993    | Seinfeld                                             | Ron                              | Episodul: "The Old Man"             |
| 1993    | Sex, Love, and Cold Hard Cash                        | Mansfield                        | Film de televiziune                 |
| 1993    | NYPD Blue                                            | Donald Selness                   | 2 episoade                          |
| 1994    | Deep Red                                             | Warren Rickman                   | Film de televiziune                 |
| 1994    | Dead Man's Revenge                                   | Bullock                          | Film de televiziune                 |
| 1994    | ER                                                   | Hospital Administrator           | Episodul: "Day One"                 |
| 1994    | Mortal Fear                                          | Dr. Alvin Hayes                  | Film de televiziune                 |
| 1994    | New Eden                                             | Ares                             | Film de televiziune                 |
| 1995    | Under Suspicion                                      | Ron O'Keefe                      | Episodul: "A Haunting Case"         |
| 1996    | The Babysitter's Seduction                           | Det. Frank O'Keefe               | Film de televiziune                 |
| 1996    | The Lazarus Man                                      |                                  | Episodul: "Among the Dead"          |
| 1996    | Murder One                                           | Jerry Albanese                   | Episodul: "Chapter Twenty-Two"      |
| 1996    | Unabomber: The True Story                            | Theodore Kaczynski               | Film de televiziune                 |
| 1996    | Chicago Hope                                         | Luther Evans                     | Episodul: "A Time to Kill"          |
| 1997    | La Femme Nikita                                      | Perry Bauer                      | Episodul: "Love"                    |
| 1997    | Nash Bridges                                         | William Boyd                     | Episodul: "Payback"                 |
| 1998    | Stargate SG-1                                        | Omoc                             | Episodul: "Enigma"                  |
| 1998    | One Hot Summer Night                                 | Vincent "Coupe" De Ville         | Film de televiziune                 |
| 1998    | Walker, Texas Ranger                                 | Karl Storm                       | 2 episoade                          |
| 1998    | Vengeance Unlimited                                  | Teddy Hix                        | Episodul: "Bitter End"              |
| 1999    | Strange World                                        | Owen Sassen                      | Episodul: "Eliza"                   |
| 1999    | The Pretender                                        | Mr. White                        | Episodul: "The World's Changing"    |
| 2000    | The X-Files                                          | Darryl Weaver                    | Episodul: "Brand X"                 |
| 2000    | Harsh Realm                                          | Slater                           | Episodul: "Reunion"                 |
| 2001    | Once and Again                                       | Man in Suit                      | Episodul: "Aaron's Getting Better"  |
| 2001    | The Sopranos                                         | Maj. Carl Zwingli                | Episodul: "Army of One"             |
| 2001    | The Guardian                                         |                                  | Episodul: "The Funnies"             |
| 2001    | Alias                                                | SD-6 Agent Karl Dreyer           | 2 episoade                          |
| 2002    | Charmed                                              | Orin                             | Episodul: "The Eyes Have It"        |
| 2002    | The West Wing                                        | Colonel Whitcomb                 | Episodul: "Process Stories"         |
| 2003    | 24                                                   | Peter Kingsley                   | 4 episoade                          |
| 2004    | Revelations                                          | Nathan Volk                      | 5 episoade                          |
| 2007    | The Kill Point                                       | Alan Beck                        | 6 episoade                          |
| 2014    | Criminal Minds                                       | Malachi Lee                      | Episodul: "Blood Relations"         |
| 2014    | Wilfred                                              | Charles                          | Episodul: "Happiness"               |
| 2016    | Days of Our Lives                                    | Yo Ling                          |                                     |
| 2016–17 | The Flash                                            | Doctor Alchemy, Savitar (voices) | 15 episoade                         |

### Jocuri video
| An   | Titlu                 | Rol                  |
| ---- | --------------------- | -------------------- |
| 2009 | Saw                   | John Kramer / Jigsaw |
| 2010 | Saw II: Flesh & Blood | John Kramer / Jigsaw |

## Premii
| An   | Premiu                       | Categorie                                             | Film              | Rezultat     |
| ---- | ---------------------------- | ----------------------------------------------------- | ----------------- | ------------ |
| 2006 | Fuse/Fangoria Chainsaw Award | Cel mai bun răufăcător                                | Saw II            | Câștigat     |
| 2006 | MTV Movie Award              | MTV Movie Award for Best Villain                      | Saw II            | Nominalizare |
| 2006 | Scream Award                 | Scream Award for Best Villain                         | Saw II            | Nominalizare |
| 2007 | MTV Movie Award              | MTV Movie Award for Best Villain                      | Saw III           | Nominalizare |
| 2007 | Scream Award                 | Scream Award for Best Villain                         | Saw III           | Nominalizare |
| 2008 | Scream Award                 | Scream Award for Best Villain                         | Saw IV            | Nominalizare |
| 2009 | Chiller-Eyegore Award        | Best Villain in a Series Award                        | Seria Saw         | Câștigat     |
| 2017 | Daytime Emmy Award           | Outstanding Special Guest Performer in a Drama Series | Days of Our Lives | Nominalizare |